# تجمع بدو جبل البشية (الوضيع)

تعديل مصدري - تعديل

تجمع بدو جبل البشيه هو "تجمع بدوي" في عزلة  الوضيع بمديرية الوضيع التابعة لمحافظة أبين، بلغ تعداد سكانها 53 نسمة حسب تعداد اليمن لعام 2004.